# L'Expulsion des marchands du Temple
L'Expulsion des marchands du Temple – en italien Cristo caccia i mercanti dal Tempio – est une fresque réalisée vers 1303-1305 par le peintre italien Giotto di Bondone. Elle illustre l'épisode biblique au cours duquel Jésus-Christ procède à l'expulsion des marchands de l'enceinte du temple de Jérusalem. 

## Emplacement dans le cycle
Partie du Cycle de la vie du Christ, l'œuvre figure sur une des parois de la chapelle des Scrovegni, à Padoue, celle  du registre central supérieur, sur la première partie du mur Nord (à gauche en regardant vers l'autel), panneau no 27 au dessus du no 39 (Pentecôte) et sous le panneau no 12 (Cortège marial)  de la Vie de Marie. 

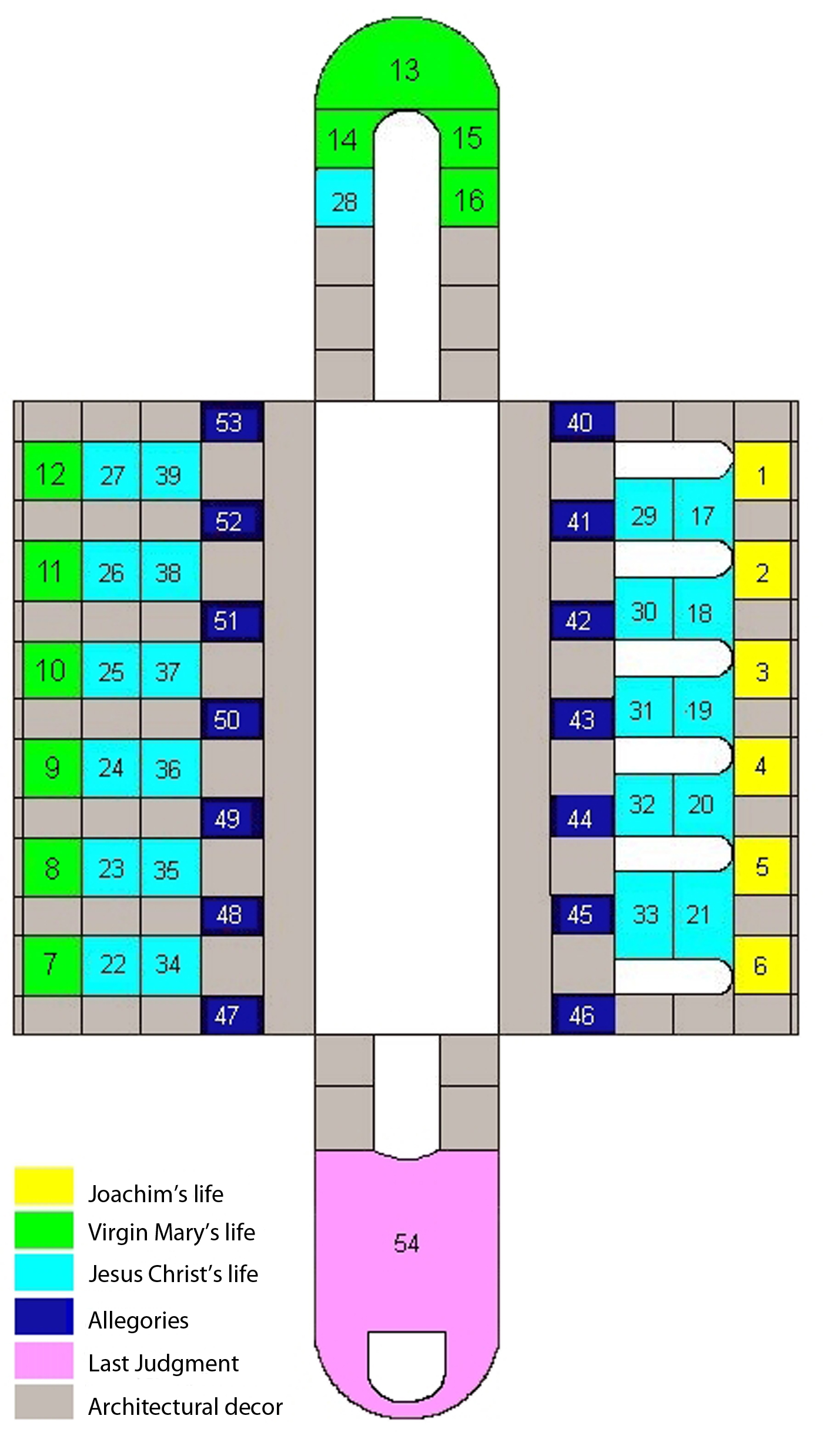
Plan des fresques.
Panneaux 122739.
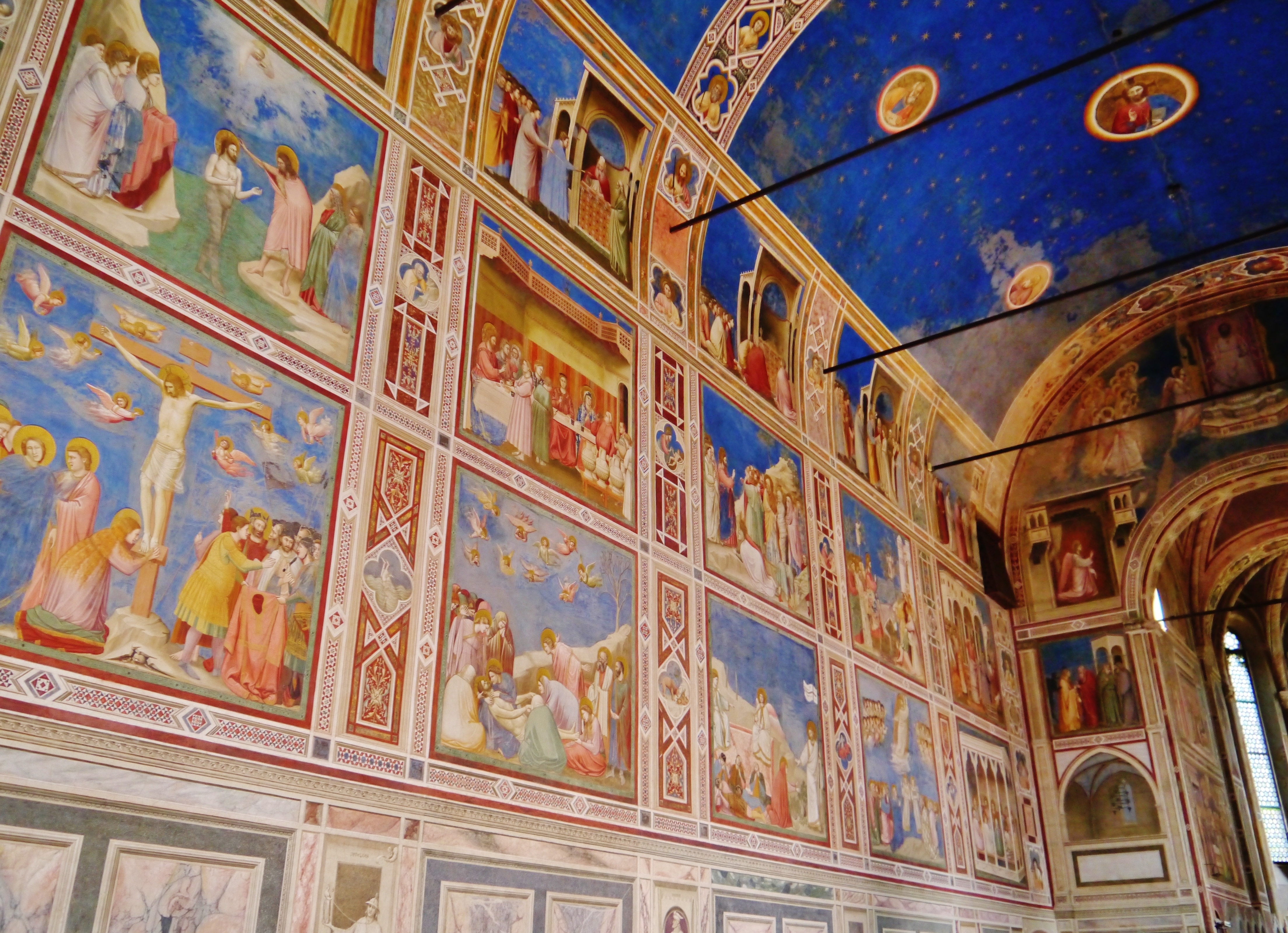
Mur orienté nord.